# Арсланоглу (канонерская лодка)
 Капитан-лейтенант Арсланоглу, Ρ-14 (греч. Πλωτάρχης ΑΡΣΛΑΝΟΓΛΟΥ, Ρ-14), изначально американский PGM-25, до того американский PC 1556 — греческая канонерская лодка. Приняла участие в Гражданской войне в Греции. Принадлежала к группе 24 американских сторожевых артиллерийских катеров типа PGM-9 (англ. PGM-9 class motor gunboats), в свою очередь выделенных из большой серии (343 единицы) американских охотников типа PC-461 (англ. PC-461 class submarine chasers).

## В составе флота США
Канонерская лодка «Арсланоглу» была построена на верфи Consolidated Shipbuilding Corp., New York, NΥ. Спуск на воду состоялся 6 сентября 1944 года. Вошла в состав американского флота 3 февраля 1945 года.
Первоначально корабль принадлежал серии охотников класса PC-461, но затем, в числе 24 кораблей серии, прошёл модификацию и был переведен в серию канонерок класса PGM-9 (PGM-9 class motor gunboats).
6 сентября 1947 года, в разгар Гражданской войны в Греции, корабль, в числе ещё 5 однотипных кораблей, был передан королевскому военно-морскому флоту Греции.

## В составе королевского флота Греции

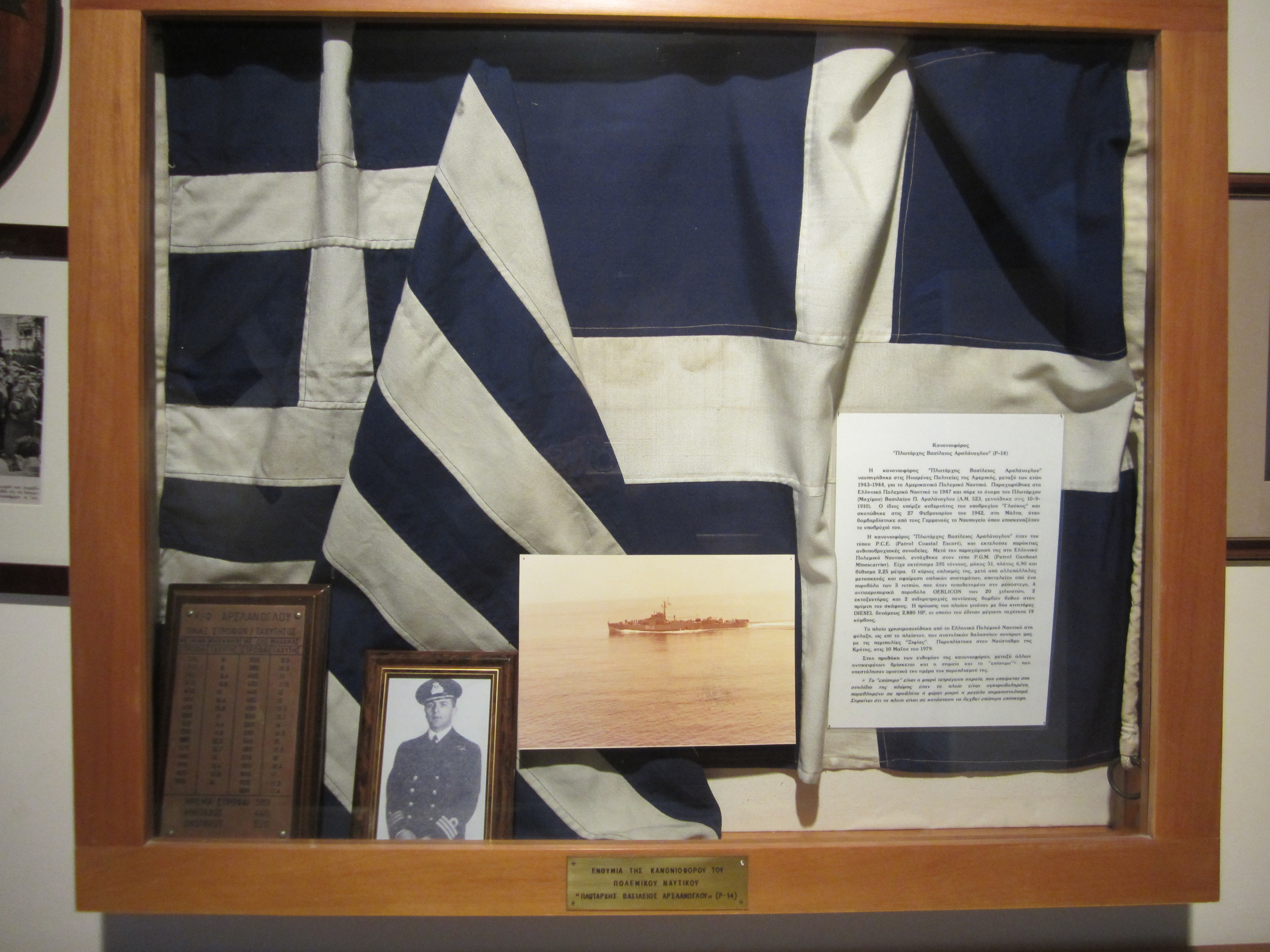
Стенд с фотографией Василия Арсланоглу, знаменем и фотографией канонерки «Арсланоглу». Исторический архив и музей Идры.

Греческий флаг был поднят на корабле в Норфолке 11 декабря 1947.
Корабль пришёл на основную базу греческого флота на острове Саламин 19 марта 1948 года. На официальной церемонии кораблю было присвоен серийный номер Ρ-14 и имя «Капитан-лейтенант Арсланоглу» (Β.Π. Κ/Φ Πλωτάρχης ΑΡΣΛΑΝΟΓΛΟΥ), в честь командира подводной лодки «Главкос (Y-6)» Василия Арсланоглу, погибшего в феврале 1942 года на Мальте, во время налёта немецкой авиации.
Одновременно королевский флот принял ещё 5 однотипных корабля: «Блессас», «Пезопулос», «Мелетопулос», «Хадзиконстандис» и «Ласкос».
Все канонерские лодки серии, в силу изрезанности береговой линии Греции, были задействованы для огневой поддержки королевской армии, в военных действиях против партизан Демократической армии.
По окончании гражданской войны канонерки серии использовались для патрулирования вокруг островов восточной части Эгейского моря.
В 1963 году, после первых проявлений турецкой угрозы против Кипра, со всех кораблей серии было снято спаренное орудие и на его место была установлена многоствольная бомбомётная установка Хеджхог. Одновременно, корабли серии были оборудованы сонарами, глубинными бомбами и торпедными установками.
Канонерская лодка Арсаноглу прослужила на греческом флоте до 10 мая 1979 года, когда была выведена из состава флота. .